# نشان استقلال
نشان استقلال از نشان‌های افتخار در ایران است که توسط هیأت وزیران در ۳۰ آبان ۱۳۶۹ بنیانگذاری شده است. براساس ماده ۳ آیین‌نامه اعطای نشان‌های دولتی، این نشان به کسانی اعطا می‌شود که با قبول مسؤولیت‌های مهم، تلاش همه‌جانبه در تبیین اصول و مواضع، ابتکارات شایان توجه در نیل به خودکفایی و استقلال در زمینه‌های مختلف، رهانیدن نظام از خطرات احتمالی، کمک به اشاعه جهانی مبانی فکری انقلاب اسلامی و خدمات ارزنده دیگر در مقاطع حساس و سرنوشت ساز، برای به ثمر رساندن اهداف نظام جمهوری اسلامی نقش اساسی ایفا کرده‌اند.
نشان استقلال تنها دارای یک درجه می‌باشد و در هر دوره ریاست جمهوری حداکثر ۴ عدد اعطا می‌شود.

## دریافت‌کنندگان

### اهداشده توسطاکبر هاشمی رفسنجانی
- حسن حبیبی (۱۳۷۶)|[۵]

### اهداشده توسطسید محمد خاتمی
- میرحسین موسوی (۱۳۸۴)|[۶][۷]

### اهداشده توسطمحمود احمدی‌نژاد
- سید حسن فیروزآبادی (۱۳۸۷)|[۸][۹][۱۰]